# Sayyid Mir Jan
Sayyid Mir Jan Kabul Naqshbandi (geb. 1800; gest. 13. November 1901) war ein islamischer Gelehrter, Prediger und Sufiheiliger des Naqschbandīya-Ordens aus Kabul.

## Biographie

### Frühe Jahre und Bildung
In seinen frühen Jahren lernte er den Koran auswendig und studierte islamische Theologie und Jurisprudenz. Er war seit seinem fünften Lebensjahr zunächst Schüler seines Vaters Sayyid Mir Muhammad Hassan, der ihn seine Grundkenntnisse in Tasawwuf lehrte. Die väterlicheren Ahnen von Sayyid Mir Jan waren hohe Gelehrte ihrer Zeit (persisch: Khwajagan), die ihre Grundkenntnisse in islamischer Mystik und Theologie von Vater zu Sohn gelehrt haben. Diese Tradition reichte vom siebten Imam Imam Musa al Kazim über seinem Sohn Abu Qasim Sayyid Mir Hamza.
Nach seiner Grundausbildung bildete er sich bei bekannten Gelehrten und Sufiheiligen fort. Er war bekannt dafür sein Studium unter bekannten islamischen Gelehrten unter der damaligen Regelstudienzeit mit Bestleistung beendet zu haben.

### Höhere gnostische Bildung (arabisch „Suluk“)
Nachdem Sayyid Mir Jan sein Studium in Kabul beendet hatte, setzte er es beim Sufi-Heiligen Mawlawi Ahmadyar Saheb Bukhari fort. Mawlawi Ahmadyar Saheb Bukhari war seinerseits Schüler von Malawi Muhammad Sharif Saheb, der Schüler von Shah Ahmad Saeed Mujaddidi war.
Sayyid Mir Jan lernte bei ihm 7 Wege der islamischen Mystik, auf Arabisch Tariqat und beendete seine Lehren als dessen Nachfolger auch bekannt als Khalifa. Als dessen Khalifa vollzog Sayyid Mir Jan die Pilgerfahrt nach Mekka und Medina und verweilte dort. Er vermählte sich in Madinah mit der Tochter einer seiner Meister und zeugte zwei Söhne. Als dieser in Madinah von seinem Meister die Anweisung bekam den Islam in Indien zu predigen, begab sich dieser dorthin und setzte sich in Lahore nieder.

### Prediger und Wohltäter in Lahore
Dort begab er sich zum Schrein seines Ahnen Khwaja Khawand Mahmud und übernahm seine Nachfolge, nachdem dessen Linie ausgestorben war. Hazrat Sayyid Mir Jan war bekannt viele damalige Sikhs und Hindus zum Islam bekehrt zu haben und den Weg seines Ahnen den Propheten Mohammed gelehrt zu haben. Er gründete in Lahore beim Mausoleum seines Ahnen Khwaja Khawand Mahmud eine Madrasa, in der er diesen Weg lehrte. Außerdem war dieser bekannt für seine Hilfe für benachteiligte Menschen, insbesondere für Waisenkinder.
Er fand seine letzte Ruhe in Lahore und ist zusammen mit seinem Bruder Mir Sayyid Mahmud Agha im Mausoleum seines Ahnen Khwaja Khawand Mahmud beerdigt.

## Ehrungen
Hazrat Sayyid Mir Jan war aufgrund seines hohen Ausmaßes an Gnostik unter zeitgenössischen Gelehrten bekannt als:
- Meister der frommen Nachkommen des Propheten, auf persisch Sayyid ul Sadaat
- Lehrer der Gelehrten, auf Persisch Khwaja-e-Khwajagan
- Lebensquelle der Gelehrten, auf Persisch Jan-i-Janan-e-Arifan und
- Nur Chashme Khwajagan, auf Persisch Geliebter der Gelehrten